# Comissão Internacional do Registro Civil
A Comissão Internacional do Registro Civil (em francês Commission internationale de l'état civil; CIEC) é uma organização intergovernamental europeia e a primeira organização fundada após a Segunda Guerra Mundial com vistas à integração europeia. Provisoriamente estabelecida em Amsterdã (Países Baixos) em 29 e 30 de setembro de 1948, a CIEC precede o Conselho da Europa (fundado em 1949) e a União Europeia. Com sede em Estrasburgo (França), a organização é composta atualmente de dezesseis Estados-membros e oito observadores. A língua oficial da Comissão é o francês.
A CIEC tem o objetivo de promover a cooperação internacional em matéria de registro civil e melhorar o funcionamento dos serviços nacionais de registro civil. Para cumprir sua finalidade, a Comissão mantém atualizada a documentação legislativa e jurisprudencial dos Estados membros, fornecendo a esses Estados consultoria e pareceres, efetuando estudos jurídicos e técnicos. A CIEC também edita publicações e elabora convenções e recomendações.

## Estados-membros

### Fundadores
- Bélgica
- França
- Luxemburgo
- Países Baixos
- Suíça

### Outros
- Turquia (desde 1953)
- Alemanha (desde 1956)
- Itália (desde 1958)
- Grécia (desde 1959)
- Portugal (desde 1973)
- Espanha (desde 1974)
- Reino Unido (desde 1996)
- Polônia (desde 1998)
- Croácia (desde 1999)
- México (desde 2010)

Ex-membros
- Áustria (aderiu em 1961 mas saiu em 2008)
- Hungria (aderiu em 1999 mas saiu em 2012)

### Estados observadores
- Santa Sé (desde 1992)
- Rússia (desde 1993)
- Suécia (desde 1993)
- Lituânia (desde 1994)
- Eslovênia (desde 1996)
- Chipre (desde 1999)
- Moldávia (desde 2006)
- Romênia